# Gunnellichthys copleyi
Gunnellichthys copleyi is een straalvinnige vissensoort uit de familie van de wormvissen (Microdesmidae). De wetenschappelijke naam van de soort is voor het eerst geldig gepubliceerd in 1951 door Smith.